# Parva Domus
Parva Domus was een  gebouw aan de Taalstraat in de gemeente Vught. 
Het pand was vanaf 1620 bewoond door de adellijke familie Van der Stegen. Nicolaas van der Stegen 'de jonge' was de secretaris van Willem van Oranje. Hierdoor kreeg het de bijnaam 'den prince van Oranje' mee. Aan het einde van de 17e eeuw werd het huis een herberg; nadien werd het gesplitst in twee woonhuizen.  
Het pand was uiteindelijk in bezit van de grootgrondbezitter Ewald Marggraff, die geen onderhoud pleegde. Over achterstallig onderhoud en een eventuele status als monument zijn procedures gevoerd tussen eigenaar Marggraff en de gemeente Vught. In 1993 is Parva Domus gesloopt.